# Abdellah Bounfour
Abdellah Bounfour (né en 1946) est un linguiste et philologue marocain spécialisé dans les langues, la littérature et la culture berbères. Il est professeur émérite des universités à l'Institut national des langues et civilisations orientales (INALCO) de Paris.

## Biographie
Abdellah Bounfour est né en 1946, d'origine Glaoua, tribu berbère du Haut Atlas de Marrakech. Il étudie à l'Université de Paris III : Sorbonne Nouvelle, où il obtient son Doctorat de troisième cycle en 1976 et un Doctorat d'Etat en 1984. Il réussit l'agrégation d'arabe en 1986. Il travaille comme Maître de conférences à l'Université Mohammed V de Rabat de 1976 à 1984, en tant que chef du Département de langue et littérature françaises de 1979 à 1981 et conservateur de la bibliothèque de la Faculté des lettres de Rabat de 1981 à 1983. Puis de 1987 à 1997, il est Maître de conférences à l'Université Bordeaux Montaigne. Il est membre du comité de rédaction de l'Encyclopédie berbère depuis 2002 à l'invitation de Salem Chaker, et directeur du LACNAD (Langues et Cultures du Nord de l'Afrique et Diasporas) et du LACNAD-CRB (Centre de Recherche Berbère) depuis janvier 2010,.

## Hommages
En 2021, 34 auteurs, dont quatre professeurs des universités, contribuent à la réalisation et à la publication de l'ouvrage « En l’honneur de Salem Chaker et Abdellah Bounfour ».

## Œuvres (sélection)
- Poésie populaire berbère. Textes recueillis par A. Roux, transcrits, traduits et annotés par A. Bounfour, Paris, Editions du CNRS, 1990
- Le nœud de la langue. Langue, littérature et société au Maghreb, Aix-en-Provence, Edisud, 1994 (ISBN 9782857447429)
- De l'enfant au fils. Essai sur la filiation dans les Mille et une nuits, Leiden, Brill, 1995 (ISBN 9789004101661, lire en ligne)
- Salem Chaker et Abdallah Bounfour, Langue et littérature berbères, L'Harmattan, 1996 (ISBN 978-2-7384-4217-8)
- Introduction à la littérature berbère : 1. La poésie, Louvain/Paris, Peeters, 1999 (ISBN 9789042907317, lire en ligne)
- Ursula Baumgardt et Abdellah Bounfour, Panorama des littératures africaines. État des lieux et perspectives, Paris, L'Harmattan/Inalco, 2000 (ISBN 9782738488664, lire en ligne)
- Introduction à la littérature berbère : 2. Le récit hagiologique, Louvain/Paris, Peeters, 2005 (ISBN 9789042915879)
- Subjectivités marocaines du présent, Rabat, Editions Ghani, 2011
- Malaise dans la transmission: La crise de l'autorité familiale, scolaire et politique au Maghreb, Editions L'Harmattan, 2016 (ISBN 978-2-14-001719-3, lire en ligne)